# Louvières-en-Auge
Louvières-en-Auge é uma comuna francesa na região administrativa da Normandia, no departamento Orne. Estende-se por uma área de 6,43 km². Em 2010 a comuna tinha 83 habitantes (densidade: 12,9 hab./km²).